# Aeschynomene purpusii
Aeschynomene purpusii är en ärtväxtart som beskrevs av Townshend Stith Brandegee. Aeschynomene purpusii ingår i släktet Aeschynomene och familjen ärtväxter. Inga underarter finns listade i Catalogue of Life.